# Roppa
Roppa är ett släkte av fjärilar. Roppa ingår i familjen tandspinnare.
Kladogram enligt Catalogue of Life:
| Roppa | \| \| Roppa nigrolineata \| \| \| \| \| \| Roppa rhabdophora \| \| \| \| |
|       | \| \| Roppa nigrolineata \| \| \| \| \| \| Roppa rhabdophora \| \| \| \| |
|       | Roppa nigrolineata                                                       |
|       |                                                                          |
|       | Roppa rhabdophora                                                        |
|       |                                                                          |